# Untere Wildgruben Spitze
Untere Wildgruben Spitze är ett berg i Österrike.   Det ligger i distriktet Bludenz och förbundslandet Vorarlberg, i den västra delen av landet, 500 km väster om huvudstaden Wien. Toppen på Untere Wildgruben Spitze är 2 753 meter över havet.
Terrängen runt Untere Wildgruben Spitze är bergig åt sydväst, men åt nordost är den kuperad. Närmaste större samhälle är Mittelberg, 17,7 km norr om Untere Wildgruben Spitze. 
Trakten runt Untere Wildgruben Spitze består i huvudsak av gräsmarker. Runt Untere Wildgruben Spitze är det ganska glesbefolkat, med 47 invånare per kvadratkilometer.